# Cercs
Cercs – gmina w Hiszpanii, w prowincji Barcelona, w Katalonii, o powierzchni 47,2 km². W 2011 roku gmina liczyła 1306 mieszkańców.